# اطلاعات نادرست در حمله روسیه به اوکراین

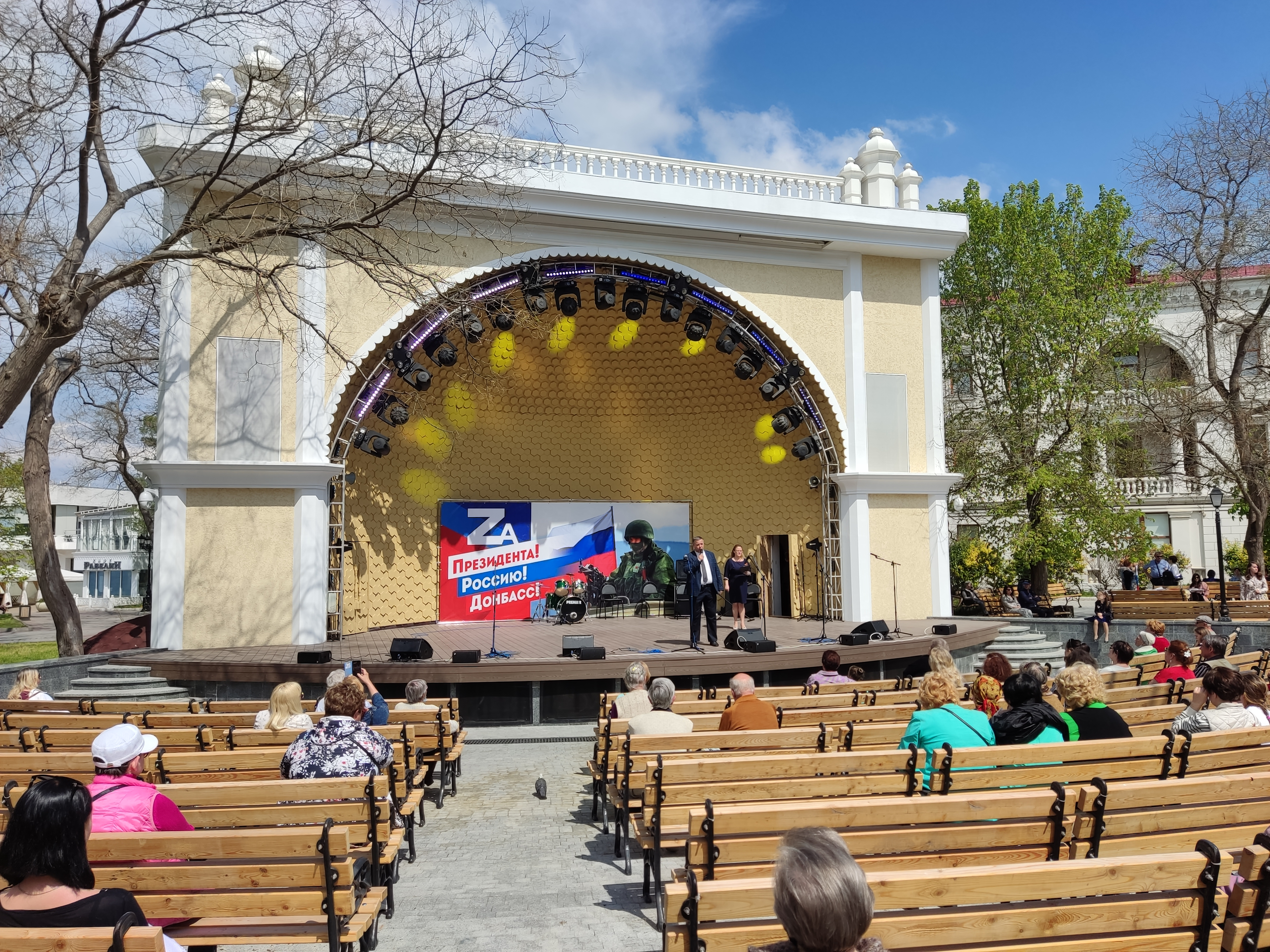
سواستوپل در آوریل 2022

اطلاعات نادرست شامل مواردی هستند که توسط سازمان‌های دولتی یا غیردولتی در رابطه با بحران میان کشورهای روسیه و اوکراین در سال‌های ۲۰۲۱ و ۲۰۲۲ اشتباه اطلاع‌رسانی شده است.   

## اهداف و اسناد
اطلاعات نادرست منتسب به اوکراین و روسیه در درگیری این دو کشور در سال ۲۰۱۴ با ین هدف منتشر می‌شدند که هر کشور تلاش می‌کرد طرف مقابل را ناقض حقوق بشر نشان دهد. 
در ژانویه ۲۰۲۲، دروغ‌رسانی‌های مختلفی (ارائهٔ عمدی اطلاعات نادرست با هدف فریب‌دادن) توسط مقامات روسی با هدف ایجاد تفرقه میان کشورهای غربی حامیِ اوکراین توزیع شد؛‌ اهدافی همچون مقابله با موضوعات ترویج‌شده پیرامون ناتو، انکار قابل‌قبول برای نقض حقوق بشر و ایجاد بهانه جنگ برای تهاج بیشتر به روسیه.

## اثرات
در فوریه ۲۰۲۲، <i>الیوت هیگینز</i> از <i>بلینگ‌کت</i> (گروه روزنامه‌نگاری تحقیقی مستقر در هلند در راستی‌آزمایی تخصص دارد) گزارش کرد که کیفیت ویدیوهای اطلاعات غلط روسی ضعیف شده است، اما به‌ویژه برای نسل قدیمی‌تر روس‌ها تاثیرگذار بوده است.  

## زمینه‌های اطلاعات نادرست

#### پیش‌ضبط پیام «فوری» برای تخلیه
در ۱۸ فوریه ۲۰۲۲، رهبران جمهوری خلق دونتسک (DPR) و جمهوری خلق لوهانسک (LPR)، دو منطقه‌ٔ جدایی‌طلب اوکراین که در جنگ دونباس درگیر بودند، پیامی را منتشر کردند که حاویدرخواست فوری برای تخلیه شهروندان بود. فراداده‌های تلگرام نشان می‌دهد که این پیام‌ها دو روز قبل، در ۱۶ فوریه، بارگذاری شده بودند.

#### تلاش‌های جعلی برای ترور
به گفته بلینگ‌کت ، شواهد ترور فرضی یک «رئیس پلیس جدایی‌طلب» توسط «جاسوس اوکراینی» که از تلویزیون دولتی روسیه پخش شد، متناقض بود. براین اساس شواهد بصری بمب‌گذاری در یک «خودروی ارتشی سبزرنگ» قدیمی دیده می‌شد که پلاک خودروی قدیمی مربوط به رئیس پلیس جدایی‌طلب بود؛ اما همان پلاک روی خودروی شاسی بلند جدید دیده شده بود.   
در ۱۸ فوریه ۲۰۲۲، LPR ویدئویی را نشان داد که در آن ظاهراً ماشینی پر از مواد منفجره برای منفجرکردن قطار حامل زنان و کودکان در حال تخلیه به روسیه آماده شده بود. فراداده ویدیو نشان داد که این ویدیو در ۱۲ ژوئن ۲۰۱۹ ضبط شده است. 

#### تلاش‌های خرابکارانه ساختگی
DPR ویدئویی را در ۱۸ فوریه ۲۰۲۲ منتشر کرد که ادعا می‌کرد لهستانی‌ها تلاش می‌کنند تا یک مخزن کلر را منفجر کنند. این ویدئو بیشتر توسط رسانه‌های روسی پخش شد. فراداده ویدیو نشان داد که این ویدیو در ۸ فوریه ۲۰۲۲ ایجاد شده است، و شامل ترکیبی از قطعات مختلف صدا یا ویدیو، از جمله یک ویدیوی یوتیوب مربوط به سال ۲۰۱۰ از یک میدان تیر نظامی در فنلاند است.  
سرویس اطلاعاتی اوکراین مسئولیت این ویدئو را به سرویس اطلاعاتی روسیه (اداره اصلی اطلاعات GRU) نسبت داد. 

#### ادعای نسل‌کشی در دنباس
در اواسط فوریه ۲۰۲۲، ولادیمیر پوتین، رئیس جمهور روسیه ادعا کرد که اوکراین در حال نسل‌کشی در دونباس است. گاردین مدعی شد این اطلاعات مربوط به قبرهای دسته‌جمعی قربانیانی بوده است که در سال ۲۰۱۴ در جریان جنگ دونباس کشته شدند و در سال ۲۰۲۱ از آن‌ها «استفاده سیاسی» شده است تا تصوری «به‌شدت گمراه‌کننده» ایجاد کند که نسل‌کشی در حال وقوع است. 
پوتین بارها ادعا کرد اوکراین توسط نئونازی‌ها اداره می‌شود و رئیس‌جمهور یهودی اوکراین، ولودیمیر زلنسکی، از این گروه است.  پوتین گفته است که خواهان نازی‌زدایی اوکراین است. 

#### تلاش برای سانسور ویکی‌پدیای روسی
در فوریه و مارس ۲۰۲۲،  در اولین هفته پس از تهاجم روسیه به اوکراین و آغاز جنگ روسیه و اوکراین، ویراستاران روسی ویکی‌پدیا به خوانندگان و سایر ویراستاران خود درباره‌ٔ تلاش مکرر حامیان پوتین برای دست‌کاری اطلاعات هشدار دادند. دولت روسیه در زمینه سانسور سیاسی، تبلیغات اینترنتی و حملات اطلاعات نادرست سابقه دارد و تلاش می‌کرد ویرایش‌های مخربی را در مقالاتی که تلفات نظامی روسیه و همچنین غیرنظامیان و کودکان اوکراینی را منتشر می‌کردند، انجام دهد. 

## پاسخ‌ها
وزارت امور خارجه ایالات متحده و سرویس اقدام خارجی اتحادیه اروپا (EU) راهنماهایی را با هدف پاسخگویی به اطلاعات غلط روسیه منتشر کردند.  توییتر تمام کمپین‌های تبلیغاتی در اوکراین و روسیه را که تلاش می‌کردند اطلاعات نادرست منتشر کنند را متوقف و برچسب‌گذاری کرد.